# انتخابات مجلس الأمن التابع للأمم المتحدة 1977
أُجريت انتخابات مجلس الأمن التابع للأمم المتحدة عام 1977 في 24 أكتوبر 1977 خلال الدورة الثانية والثلاثين للجمعية العامة للأمم المتحدة، التي عقدت في مقر الأمم المتحدة في مدينة نيويورك. انتخبت الجمعية العامة بوليفيا وتشيكوسلوفاكيا والغابون والكويت ونيجيريا أعضاءً غير دائمين في مجلس الأمن التابع للأمم المتحدة لفترة ولاية مدتها سنتان تبدأ في 1 يناير 1978. كانت المرة الأولى للغابون والكويت لعضوية المجلس.

## القواعد
يتألف مجلس الأمن من 15 مقعدًا، يشغلها خمسة أعضاء دائمين وعشرة أعضاء غير دائمين. وفي كل عام، يتم انتخاب نصف الأعضاء غير الدائمين لمدة عامين.   ولا يجوز للعضو الحالي أن يترشح على الفور لإعادة انتخابه. 
وفقًا للقواعد التي يتم بموجبها تناوب المقاعد العشرة غير الدائمة في مجلس الأمن بين الكتل الإقليمية المختلفة التي تقسم إليها الدول الأعضاء في الأمم المتحدة تقليديًا لأغراض التصويت والتمثيل،  يتم تخصيص المقاعد الخمسة المتاحة على النحو التالي:
- مقعدان للدول الأفريقية (تشغلهما بنين وليبيا)
- مقعد للمجموعة الآسيوية (الآن مجموعة آسيا والمحيط الهادئ)[5]، لـ"المقعد العربي" (تشغله باكستان)
- مقعد لأمريكا اللاتينية ومنطقة البحر الكاريبي (تشغله بنما)
- مقعد لمجموعة أوروبا الشرقية (تشغله رومانيا)

ولكي يتم انتخابه، يجب أن يحصل المرشح على أغلبية ثلثي الحاضرين والمصوتين. إذا كان التصويت غير حاسم بعد الجولة الأولى، فسيتم إجراء ثلاث جولات من التصويت المقيد، تليها ثلاث جولات من التصويت غير المقيد، وهكذا، حتى يتم الحصول على نتيجة. في التصويت المقيد، لا يجوز التصويت إلا على المرشحين الرسميين، بينما في التصويت غير المقيد، يجوز التصويت على أي عضو في مجموعة إقليمية معينة، باستثناء أعضاء المجلس الحاليين.

## النتيجة
أدار الانتخابات رئيس الجمعية العامة للأمم المتحدة آنذاك لازار مويسوف من يوغوسلافيا. كان عدد الدول الأعضاء في الأمم المتحدة 150 دولة في ذلك الوقت. وكان على المندوبين أن يكتبوا أسماء الدول الأعضاء الخمس التي يرغبون في انتخابها على أوراق الاقتراع. وتم التصويت بالاقتراع السري. ولم تكن هناك ترشيحات قبل التصويت. 
وفي الجولة الأولى من التصويت، تم انتخاب بوليفيا وتشيكوسلوفاكيا والغابون والكويت، مما ترك مقعداً آخر شاغراً لأفريقيا. ووفقا للمادة 94 من النظام الداخلي، ستقتصر جولات التصويت الثلاث المقبلة على البلدين اللذين حصلا على أكبر عدد من الأصوات في هذه الجولة الأولى، وهما النيجر ونيجيريا. وأي بطاقات اقتراع تحتوي على أسماء دول أخرى تعتبر باطلة. ولم تكن الجولة الثانية من التصويت حاسمة، لذلك أمر الرئيس بإجراء جولة ثالثة. وبينما كان التصويت قد بدأ، أعطى الرئيس الكلمة لممثل النيجر. قدم السيد جيرماكوي من النيجر بيانًا اعتبره على الأقل أحد أعضاء الجمعية غامضًا حيث قال: "أود أن أذكر الجمعية بأكملها بأن ترشيح النيجر هو ترشيح لبلد أفريقي. نحن نلاحظ أنه في هذه المرحلة من الانتخابات لم يتم احترام بعض المبادئ التي تحكم مجموعات الدول في الجمعية ككل. نحن نلاحظ أيضًا أن ترشيح أفريقي يبدو أقل وأقل أن يكون في اعتبار الجمعية بأكملها. وبناءً على ذلك، لا يصر النيجر على استمرار الانتخابات. نود أن نضيف، ومع ذلك، أنه ليس النيجر الذي هُزم ولكن منظمة الوحدة الأفريقية." بعد هذا البيان، أعلن الرئيس أن مندوب النيجر سحب ترشيحه. وبعد ذلك تحدث السيد ريتشارد من المملكة المتحدة، واقترح وقف التصويت الحالي وبدء جولة جديدة. ثم نهض السيد فال من السنغال ليتحدث، متسائلاً عما إذا كان من الممكن مقاطعة التصويت قانونياً، حيث أن دولتين قد صوتتا بالفعل. أجاب الرئيس بالإيجاب على هذا السؤال وتم الانتهاء من الجولة الثالثة. وأثناء التصويت، نهض السيد غاربا، ممثل نيجيريا، ليتحدث، طالباً توضيحاً بشأن بيان السيد جيرماكوي: "هل كان يسحب ترشيح بلده أم أنه ينأى بنفسه عن نتائج هذا الاقتراع الحالي؟". وأخيرا، تحدث ممثل المملكة العربية السعودية، مذكرا بأنه في مثل هذه الحالات، وفي أكثر من مناسبة، ستنسحب إحدى الدولتين المتنافستين، وسيكون هناك تفاهم على أن يُنتخب هذا البلد في انتخابات لاحقة. كما دعا إلى عدم تأجيل الانتخابات لأن "ذلك لن يفيد كرامتنا أو شرفنا". ثم أُعلن عن نتائج الجولة الرابعة من التصويت غير الحاسمة مرة أخرى. جرت بعدها الجولة الخامسة والأخيرة من التصويت، وانتخبت نيجيريا. وكانت هذه الجولة الخامسة غير مقيدة، حيث يمكن التصويت لأي دولة. 
| الدولة                  | الجولة الأولى | الجولة الثانية | الجولة الثالثة | الجولة الرابعة | الجولة الخامسة |
| تشيكوسلوفاكيا           | 131           | –              | –              | –              | –              |
| الكويت                  | 130           | –              | –              | –              | –              |
| بوليفيا                 | 115           | –              | –              | –              | –              |
| الغابون                 | 103           | –              | –              | –              | –              |
| النيجر                  | 85            | 62             | 57             | 49             | 27             |
| نيجيريا                 | 84            | 83             | 89             | 92             | 96             |
| جامايكا                 | 13            | –              | –              | –              | –              |
| كوبا                    | 3             | –              | –              | –              | 2              |
| أنغولا                  | –             | –              | –              | –              | 1              |
| الأرجنتين               | 1             | –              | –              | –              | –              |
| العراق                  | 1             | –              | –              | –              | –              |
| عُمان                    | 1             | –              | –              | –              | –              |
| بولندا                  | 1             | –              | –              | –              | –              |
| السنغال                 | –             | –              | –              | –              | 1              |
| تنزانيا                 | –             | –              | –              | –              | 1              |
| زامبيا                  | 1             | –              | –              | –              | –              |
| ممتعون                  | 1             | 0              | 0              | 3              | 16             |
| بطاقات الاقتراع الباطلة | 0             | 1              | 0              | 0              | 1              |
| الأغلبية المطلوبة       | 96            | 97             | 98             | 94             | 86             |
| أوراق الاقتراع          | 145           | 146            | 146            | 144            | 145            |

## روابط خارجية
- وثيقة الأمم المتحدة A/59/881 مذكرة شفوية من البعثة الدائمة لكوستاريكا تحتوي على سجل لانتخابات مجلس الأمن حتى عام 2004